# Sud Aviation
Sud Aviation foi uma empresa aeroespacial francesa nascida da fusão entre a SNCASE (ou Société nationale des constructions aéronautiques du sud-est) e a SNCASO (ou Société nationale des constructions aéronautiques du sud-ouest) em 1 de março de 1957. Fundiu-se com a Nord Aviation em 1970 para formar a Aérospatiale que pertence desde 2000 à EADS (que foi extinta em janeiro de 2014).

## Modelos
- Sud Aviation Caravelle
- Sud Aviation Super-Caravelle